# Odontopera nigrofenestrata
Odontopera nigrofenestrata là một loài bướm đêm trong họ Geometridae.